# Lista filmelor daneze propuse la Oscar pentru cel mai bun film străin
De la inaugurarea premiului în 1956 Danemarca a propus cincizeci și cinci de filme la premiul Academiei pentru cel mai bun film străin, dintre care unsprezece au reușit să obțină nominalizări la Premiul Oscar: Qivitoq (1958), Paw (1959), Harry and the Butler (1960),  Babette's Feast (1987), Pelle the Conqueror (1988), Memories of a Marriage (1989), After the Wedding (2006), In a Better World (2010), A Royal Affair (2012), The Hunt (2013) și A War (2015).
Propunerea oficială a Danemarcei este selectată anual la sfârșitul verii de către Institutul danez de film.
În 1957, Danemarca a devenit prima țară care trimite la categoria Cel mai bun film străin un film regizat de o femeie (Be Dear to Me regizat de Annelise Hovmand). Doi ani mai târziu, filmul lui Astrid Henning-Jensen, Paw, a devenit primul film regizat de o femeie care obține o nominalizare la acestă categorie.
Între 1998 și 2002, patru din cinci propuneri suedeze au fost făcute conform principiilor austere Dogme 95. Niciunul nu a fost nominalizat.

## Listă filme
| An   | Titlul filmului folosit în nominalizare     | Titlul original                                 | Regizor                             | Rezultat      |
| ---- | ------------------------------------------- | ----------------------------------------------- | ----------------------------------- | ------------- |
| 1957 | Qivitoq                                     | Qivitoq                                         | Erik Balling                        | Nominalizat   |
| 1958 | Be Dear to Me                               | Ingen tid til kærtegn                           | Annelise Hovmand                    | Nenominalizat |
| 1959 | The Girls Are Willing                       | Guld og grønne skove                            | Gabriel Axel                        | Nenominalizat |
| 1960 | Paw                                         | Paw                                             | Astrid Henning-Jensen               | Nominalizat   |
| 1962 | Harry and the Butler                        | Harry og Kammertjeneren                         | Bent Christensen                    | Nominalizat   |
| 1965 | Sextet                                      | Sekstet                                         | Annelise Hovmand                    | Nenominalizat |
| 1966 | Gertrud                                     | Gertrud                                         | Carl Theodor Dreyer                 | Nenominalizat |
| 1967 | Hunger                                      | Sult                                            | Henning Carlsen                     | Nenominalizat |
| 1968 | Once There Was a War                        | Der var engang en krig                          | Palle Kjærulff-Schmidt              | Nenominalizat |
| 1969 | People Meet and Sweet Music Fills the Heart | Människor möts och ljuv musik uppstår i hjärtat | Henning Carlsen                     | Nenominalizat |
| 1970 | Ballad of Carl-Henning                      | Balladen om Carl-Henning                        | Lene Grønlykke, Sven Grønlykke      | Nenominalizat |
| 1971 | Re: Lone                                    | Ang. Lone                                       | Franz Ernst                         | Nenominalizat |
| 1972 | The Missing Clerk                           | Den forsvundne fuldmægtig                       | Gert Fredholm                       | Nenominalizat |
| 1973 | Oh, to Be on the Bandwagon!                 | Man sku' være noget ved musikken                | Henning Carlsen                     | Nenominalizat |
| 1975 | The Olsen Gang's Last Escapade              | Olsen-bandens sidste bedrifter                  | Erik Balling                        | Nenominalizat |
| 1976 | Per                                         | Per                                             | Hans Kristensen                     | Nenominalizat |
| 1977 | The Olsen Gang Sees Red                     | Olsen-banden ser rødt                           | Erik Balling                        | Nenominalizat |
| 1978 | Boys                                        | Drenge                                          | Nils Malmros                        | Nenominalizat |
| 1979 | Me and Charly                               | Mig og Charly                                   | Morten Arnfred, Henning Kristiansen | Nenominalizat |
| 1980 | Johnny Larsen                               | Johnny Larsen                                   | Morten Arnfred                      | Nenominalizat |
| 1983 | Tree of Knowledge                           | Kundskabens Træ                                 | Nils Malmros                        | Nenominalizat |
| 1984 | Zappa                                       | Zappa                                           | Bille August                        | Nenominalizat |
| 1985 | Tukuma                                      | Tukuma                                          | Palle Kjærulff-Schmidt              | Nenominalizat |
| 1986 | Twist and Shout                             | Tro, håb og kærlighed                           | Bille August                        | Nenominalizat |
| 1987 | The Dark Side of the Moon                   | Manden i Månen                                  | Erik Clausen                        | Nenominalizat |
| 1988 | Babette's Feast                             | Babettes Gæstebud                               | Gabriel Axel                        | Oscar         |
| 1989 | Pelle the Conquerora[›]                     | Pelle Erobreren                                 | Bille August                        | Oscar         |
| 1990 | Memories of a Marriage                      | Dansen med Regitze                              | Kaspar Rostrup                      | Nominalizat   |
| 1991 | Dance of the Polar Bears                    | Lad isbjørnene danse                            | Birger Larsen                       | Nenominalizat |
| 1992 | The Great Day on the Beach                  | Den Store Badedag                               | Stellan Olsson                      | Nenominalizat |
| 1993 | Sofie                                       | Sofie                                           | Liv Ullmann                         | Nenominalizat |
| 1994 | Black Harvest                               | Sort Høst                                       | Anders Refn                         | Nenominalizat |
| 1995 | Carl, My Childhood Symphony                 | Min fynske barndom                              | Erik Clausen                        | Nenominalizat |
| 1997 | Hamsun                                      | Hamsun                                          | Jan Troell                          | Nenominalizat |
| 1998 | Barbara                                     | Barbara                                         | Nils Malmros                        | Nenominalizat |
| 1999 | The Celebration                             | Festen                                          | Thomas Vinterberg                   | Nenominalizat |
| 2000 | Mifune's Last Song                          | Mifunes sidste sang                             | Søren Kragh-Jacobsen                | Nenominalizat |
| 2001 | A Place Nearby                              | Her i Nærheden                                  | Kaspar Rostrup                      | Nenominalizat |
| 2002 | Italian for Beginners                       | Italiensk for begyndere                         | Lone Scherfig                       | Nenominalizat |
| 2003 | Open Hearts                                 | Elsker dig for evigt                            | Susanne Bier                        | Nenominalizat |
| 2004 | Reconstruction                              | Reconstruction                                  | Christoffer Boe                     | Nenominalizat |
| 2005 | The Five Obstructions                       | De Fem Benspænd                                 | Lars von Trier, Jørgen Leth         | Nenominalizat |
| 2006 | Adam's Apples                               | Adams Æbler                                     | Anders Thomas Jensen                | Nenominalizat |
| 2007 | After the Wedding                           | Efter Brylluppet                                | Susanne Bier                        | Nominalizat   |
| 2008 | The Art of Crying                           | Kunsten at græde i Kor                          | Peter Schønau Fog                   | Nenominalizat |
| 2009 | Worlds Apart                                | To verdener                                     | Niels Arden Oplev                   | Nenominalizat |
| 2010 | Terribly Happy                              | Frygtelig lykkelig                              | Henrik Ruben Genz                   | Nenominalizat |
| 2011 | In a Better World                           | Hævnen                                          | Susanne Bier                        | Oscar         |
| 2012 | SuperClásico                                | SuperClásico                                    | Ole Christian Madsen                | Lista scurtă  |
| 2013 | A Royal Affair                              | En kongelig affære                              | Nikolaj Arcel                       | Nominalizat   |
| 2014 | The Hunt                                    | Jagten                                          | Thomas Vinterberg                   | Nominalizat   |
| 2015 | Sorrow and Joy                              | Sorg og glæde                                   | Nils Malmros                        | Nenominalizat |
| 2016 | A War                                       | Krigen                                          | Tobias Lindholm                     | Nominalizat   |
| 2017 | Land of Mine                                | Under sandet                                    | Martin Zandvliet                    | Nominalizat   |
| 2018 | You Disappear                               | Du forsvinder                                   | Peter Schønau Fog                   | Nenominalizat |
| 2019 | The Guilty                                  | Den skyldige                                    | Gustav Möller                       | Listă scurtă  |
| 2020 | Queen of Hearts                             | Dronningen                                      | May el-Toukhy                       | Nenominalizat |
| 2021 | Another Round                               | Druk                                            | Thomas Vinterberg                   | Oscar         |
| 2022 | Flee                                        | Flugt                                           | Jonas Poher Rasmussen               | Listă scurtă  |
| 2023 | Holy Spider                                 | عنکبوت مقدس                                     | Ali Abbasi                          | Listă scurtă  |